# Дрізд-короткодзьоб південний
Дрізд-короткодзьоб південний(Catharus aurantiirostris) — вид горобцеподібних птахів родини дроздових (Turdidae). Поширений у Центральній Америці та на півночі Південної Америки.

## Поширення
Зустрічається в Колумбії, Коста-Риці, Сальвадорі, Гватемалі, Гондурасі, Мексиці, Нікарагуа, Панамі, Тринідаді і Тобаго та Венесуелі. Його природними середовищами існування є субтропічні або тропічні сухі ліси, субтропічні або тропічні вологі рівнинні ліси, субтропічні або тропічні вологі гірські ліси та сильно деградовані колишні ліси.

## Опис
Птах завдовжки 14 см. Має яскраво-помаранчевий дзьоб, навколоочне кільце та ноги. У північних популяціях коричневі спина і шапка, а груди і живіт білуваті. Південні птахи мають виразну сіру голову та темніші груди та боки.